# FK Bačka
Der FK Bačka (offiziell auf Serbisch: Фудбалски клуб Бачка;– ФК Бачка, Fudbalski klub Bačka – FK Bačka) ist ein serbischer Fußballverein aus Bačka Palanka, der in der Super liga spielt, der höchsten Spielklasse im serbischen Fußball.

## Geschichte
Der Verein wurde 1945 gegründet. In seiner frühen Geschichte hat er seinen Namen mehrmals geändert und erhielt am 1. August 1948 seinen heutigen Namen. Der FK Bačka spielt im Stadion Slavko Maletin Vava, das eine Kapazität von 5500 Zuschauern hat und offiziell am 7. Juli  1951 eröffnet wurde. Bačka spielte in der Saison 1959/60 das erste Mal in einer der Sektionen der zweiten jugoslawischen Liga, und als einer der größten Erfolge gilt auch der Aufstieg in die eingleisige zweite Liga in der Saison 1988/89. Insgesamt verbrachte der FK Bačka 17 Saisons in einer unteren Liga. Einer der größten Erfolge von Bačka war das Erreichen des Viertelfinales des jugoslawischen Fußballpokals in der Saison 1968/69, als sie gegen Hajduk Split erst in der Verlängerung mit 1:2 unterlagen. Von 2004 bis 2010 spielte der Verein in der drittklassigen Srpska Liga Vojvodina, nach dem Abstieg in der Saison 2009/10 spielte man in der Vojvodina Liga West. In der Saison 2012/13 erreichte Bačka den ersten Platz in der Vojvodina Liga und kehrte damit nach drei Jahren wieder in der Srpska Liga Vojvodina zurück.